# 鮑威爾岩
60°42′S 45°36′W / 60.700°S 45.600°W
鮑威爾岩（英語：Powell Rock），是南極洲的岩石，位於南奧克尼群島的西格尼島東部，處於巴林角東北面0.6公里，由挪威捕鯨者繪入地圖，現時由南極條約體系管理。